# Chlosyne mirabilis
Chlosyne mirabilis är en fjärilsart som beskrevs av Wright 1906. Chlosyne mirabilis ingår i släktet Chlosyne och familjen praktfjärilar. Inga underarter finns listade i Catalogue of Life.